# Góra Skarbowa
Góra Skarbowa (326,7 m n.p.m.) – wzniesienie leżące na obrzeżu województwa świętokrzyskiego, zlokalizowane pomiędzy Szydłowcem a Skarżyskiem. Położone w leju między Przedgórzem Iłżeckim a Garbem Gielniowskim. Na starych mapach można spotkać inną nazwę tego wzniesienia – "Bukowa Góra".
Na jej stoku, pośród starego drzewostanu, zlokalizowany jest partyzancki cmentarz wojenny Podobwodu "Morwa" AK z okresu II wojny światowej.